# Batocera woodlarkiana
Batocera woodlarkiana är en skalbaggsart som beskrevs av Xavier Montrouzier 1855. Batocera woodlarkiana ingår i släktet Batocera och familjen långhorningar. Inga underarter finns listade.